# 토머스 라이트

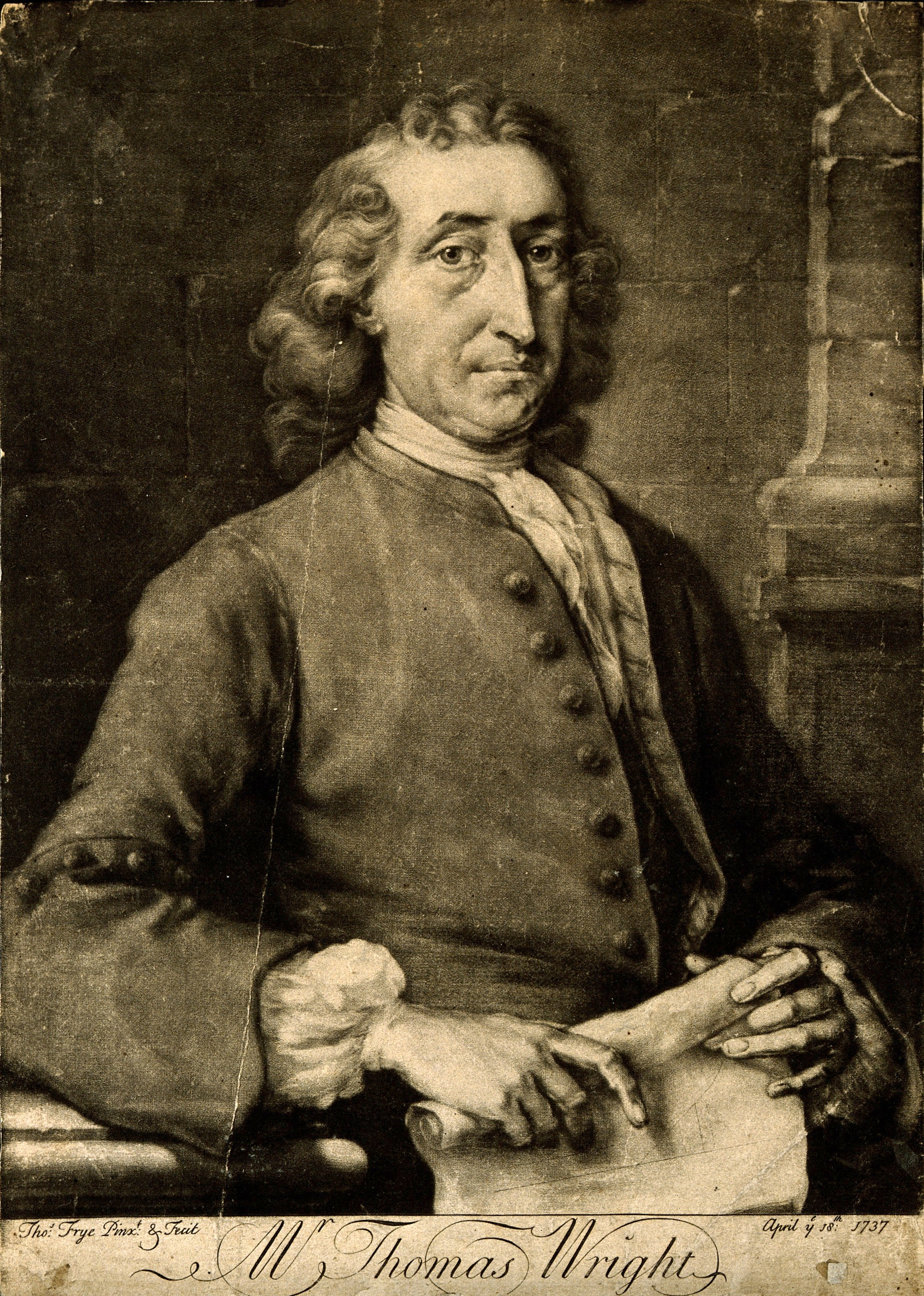

토머스 라이트(Thomas Wright)는 영국의 천문학자, 수학자, 악기제조가, 건축가, 정원 디자이너이다. 그는 최초로 은하의 형태에 대해 묘사하였다.